# Obrež Zelinski
Obrež Zelinski – wieś w Chorwacji, w żupanii zagrzebskiej, w mieście Sveti Ivan Zelina. W 2011 roku liczyła 64 mieszkańców.